# Warnstorfia stenophylla
Warnstorfia stenophylla là một loài Rêu trong họ Amblystegiaceae. Loài này được (Schimp.) Wheld. miêu tả khoa học đầu tiên năm 1922.